# Herinneringsvervalsing
Een herinneringsvervalsing, valse herinnering of pseudo-herinnering is een herinnering die in strijd is met de waarheid, of aan gebeurtenissen die nooit hebben plaatsgevonden. Het kunnen ook onjuiste of vervormde herinneringen zijn aan een gebeurtenis die wel echt heeft plaatsgevonden. Zij worden echter door de persoon die de herinnering oproept, wel als echt ervaren.

## Oorzaken
Iedereen onthoudt in principe datgene dat hij of zij meemaakt. Het wordt in het kortetermijngeheugen opgeslagen en van daar in het langetermijngeheugen. Naarmate de gebeurtenissen langer geleden zijn, zullen de herinneringen meer en meer wegzakken. Geheugensporen kunnen vervagen, waardoor informatie opgeslagen in het langetermijngeheugen moeilijker toegankelijk wordt. Dit is een vorm van vergeten, hoewel de informatie wel aanwezig blijft. Mensen proberen daarom de gaten in hun geheugen op een of andere manier op te vullen. Dit is meestal een onbewust proces. Men verzint bepaalde details en herinneringen, of probeert ze door logisch redeneren te reconstrueren. Hierdoor ontstaat een herinneringsvervalsing.
Typisch menselijk is de drang de eigen rol zo positief mogelijk af te schilderen. Dit geldt ook voor geheugenvervalsingen. Deze zijn daarom meestal positiever dan de waarheid. Er zijn externe en interne factoren betrokken bij het aanmaken van valse herinneringen.

## Onderzoek naar valse herinneringen
Roediger en Dermott hebben een procedure bedacht waarmee in een normale populatie een hoog niveau van valse herinnering kon worden opgeroepen. In een studielijst kregen deelnemers een lijst woorden te zien (zoals, bed, nacht, vermoeid). De woorden in de lijst zijn qua betekenis gerelateerd aan een kritiek woord (bijvoorbeeld slaap) dat echter zelf nooit wordt aangeboden. Na de studielijst kregen deelnemers een testlijst te zien met een selectie van de werkelijk gepresenteerde woorden en het kritieke niet eerder gepresenteerd woord slaap. De proefpersonen beweerden vaak met veel stelligheid dat zij ook de kritieke woorden eerder hadden gezien. Als bovendien de woorden in de studielijst deels door een vrouwenstem en deels door een mannenstem waren uitgesproken, gaven zij aan zeker te weten dat het kritieke woord door een man (of vrouw) was uitgesproken, ondanks de instructie om niet te gokken.

### Externe oorzaken
De valse herinneringen worden gevormd in het reconstructieve geheugen. Hierin worden herinneringen opgehaald; de elementen die ontbreken in dit geheugen vult de persoon zelf in. Bij het aanmaken van valse herinneringen, die worden beïnvloed door de omgeving, is er sprake van externe factoren.
Het misinformation effect is hier een voorbeeld van. Dit effect kan leiden tot valse herinneringen, die worden gevormd doordat er suggestieve vragen gesteld worden en door misinformatie.
Een andere techniek is de lost in the mall-techniek. Met deze techniek is aangetoond dat mensen nieuwe herinneringen kunnen aanmaken over gebeurtenissen die nooit hebben plaatsgevonden. Bij deze techniek krijgen mensen een aantal gebeurtenissen te lezen uit hun jeugd. Er wordt hen verteld dat deze gebeurtenissen door familieleden zijn neergeschreven. In werkelijkheid is één gebeurtenis verzonnen. Dit is bijvoorbeeld de gebeurtenis dat ze op vijfjarige leeftijd zijn verdwaald in het winkelcentrum. Toch wordt deze verzonnen gebeurtenis als waar aangenomen, sommigen proefpersonen vertelden zelfs allerlei details over deze gebeurtenis.

### Interne oorzaken
Naast de externe oorzaken zijn er ook interne oorzaken voor valse herinneringen. Een interne factor is dat men moeite heeft met onderscheid maken tussen dromen, levendige fantasieën en de realiteit. Door fantasie en werkelijkheid door elkaar te halen ontstaan valse herinneringen. Inbeelding kan ook leiden tot valse herinneringen. Hierbij gaat het om simpele acties zoals het opgooien van een munt maar ook om ongewone simpele acties. Het inbeelden van een gebeurtenis zorgt ervoor dat de proefpersoon denkt dat hij deze gebeurtenis werkelijk heeft meegemaakt. Het inbeelden heeft een sterk effect, omdat men daardoor bekend wordt met een bepaalde actie of gebeurtenis. Doordat deze actie of gebeurtenis zo bekend aanvoelt lijkt het alsof het echt is gebeurd. Dit kan leiden tot valse herinneringen. Een andere verklaring voor valse herinneringen is source monitoring. Hierbij gaan mensen op zoek naar de bron of oorsprong van hun herinneringen. Om de oorsprong te achterhalen zoeken mensen naar details. Wanneer zij details van een gebeurtenis hebben gevonden nemen ze de herinnering voor waar aan. Dit werkt ook andersom: als mensen een gebeurtenis wel echt hebben meegemaakt maar zich er geen details van kunnen herinneren, bestempelen ze deze herinnering onterecht als “valse herinnering”.

## Resultaat
Het resultaat is dat de herinnering uiteindelijk in meerdere of mindere mate afwijkt van wat er echt is gebeurd. Dit is anders dan een leugen, waarbij iemand opzettelijk iets beweert dat in strijd met de waarheid is. Opzet is hier niet aan de orde.
Wanneer men wordt tegengesproken door iemand die het zich waarheidsgetrouwer herinnert (wat uiteraard van persoon tot persoon verschilt), dan zal de reactie heftig zijn, en volgt een discussie. “De ander heeft het immers verkeerd gezien, of staat duidelijk te liegen! Ik herinner het me immers kristalhelder!” Confrontatie met de waarheid, bijvoorbeeld met videobeelden, leveren een verslagen reactie “o ja dat was ook zo, nu weet ik het weer” op.
Bij de geestesziekte pseudologia fantastica zijn herinneringsvervalsingen zeer sterk. Herinneringen wijken dus sterk af van de waarheid, op het absurde af. Men prent zich in veel beter te zijn dan men is. Men beweert een genie, beroemdheid of talent te zijn, of een afstammeling van bekende koningshuizen. De stelligheid waarmee men het beweert, leidt ertoe dat men vaak aanvankelijk geloofd wordt, tot de omgeving de schellen van de ogen vallen en men de persoon uitspuwt. Het kan leiden tot bedrog of kwakzalverij.

## Voorbeeld
Oorspronkelijke herinnering:
- Ik ben op 14 december 2004 door mijn werkgever ontslagen. In het beoordelingsgesprek probeerde hij de pil voor me te vergulden en bracht zo tactisch mogelijk te berde dat ik niet goed functioneerde en bovendien slecht in het team paste. Ik werd toch boos maar beheerste me. Buiten heb ik uit frustratie tegen een boom geschopt.

Na het vergeten:
- Ik ben ergens in december 2004 door mijn werkgever ontslagen. Ik had een gesprek waarin hij blijkbaar vond dat ik niet goed functioneerde. Ik was daar erg boos over. Buiten heb ik tegen een boom geschopt.

Opvulling van de gaten levert een herinneringsvervalsing op:
- Ik ben ergens in december 2004 door mijn werkgever ontslagen. Ik had een gesprek waarin hij allerlei leugens over me spuide. Iemand had blijkbaar achter mijn rug om bij de baas geklaagd! Ik heb daar de pest aan, werd daar erg boos over. Er ontstond een discussie, maar als hij je kwijt wil dan sta je machteloos. Ik wilde hem slaan, maar dan krijg je last met de politie. En als iedereen tegen je is, dan heeft het geen zin meer. Buiten heb ik maar tegen een boom geschopt, maar ik had liever tegen de baas zijn hoofd geschopt.

## Gevolgen
Valse herinneringen kunnen grote gevolgen hebben, bijvoorbeeld wanneer een persoon bij een therapeut komt en deze constateert de symptomen van seksueel misbruik. Als de therapeut dit aan de patiënt vertelt, en zegt dat hij zich de gebeurtenis in moet beelden om erachter te komen wie de misbruiker was, kan iemand ten onrechte beschuldigd worden.
Bij ooggetuigen spelen valse herinneringen ook een rol. Een gebeurtenis wordt door de mens niet gezien zoals wanneer ze gefilmd wordt. Mensen geven hun eigen interpretatie aan een gebeurtenis en kunnen zich niet alles herinneren. Details worden verzonnen of verdraaid doordat mensen de ontbrekende elementen zelf invullen. Hierdoor geeft ieder mens zijn eigen weergave van de gebeurtenis. Dit kan leiden tot het beschuldigen van de verkeerde persoon. Een politieverhoor kan ook invloed hebben op herinneringen. Een getuige zal andere antwoorden geven op objectieve vragen dan op subjectieve vragen. Wanneer in een politieverhoor subjectieve vragen worden gesteld beïnvloedt dit de getuige, waardoor iemand ten onrechte beschuldigd kan worden.

## Implanteren van valse herinneringen
Met valse herinneringen moet opgepast worden als men zich in de sfeer van de rechtspraak begeeft. Vooral bij het verhoren van getuigen of verdachten kunnen suggestieve vragen leiden tot heldere herinneringen die op niets anders berusten dan verzinsels. Ook kan het voorkomen dat iemand onder invloed van stress of een trauma zich andere dingen herinnert dan die welke daadwerkelijk gebeurd zijn. Illustratief hiervoor is het verhaal van de psycholoog Thomson, die beschuldigd werd van verkrachting terwijl hij op dat moment bij een live televisietalkshow zat om te vertellen over valse herinneringen. De vrouw die aangifte deed van de verkrachting had hem gezien op de televisie terwijl ze verkracht werd, herkende hem en wist zeker dat hij de dader was. Gelukkigerwijs had Thomson een alibi, hij zat immers live in de uitzending, maar dit voorval laat duidelijk zien hoe vatbaar het geheugen voor levendige valse herinneringen is.